# 赵礼杰
赵礼杰（2001年10月27日—，游戏ID：Jiejie），中国《英雄联盟》电子竞技运动员，现IG电子竞技俱乐部打野选手，英雄联盟2021赛季全球总决赛冠军成员。